# 東京統括センター
東京統括センター（とうきょうとうかつセンター）は、東日本旅客鉄道（JR東日本）首都圏本部の駅・運転士・車掌を所管する組織である。
2024年10月1日に東京営業統括センター、京葉運輸区を統合して発足し、2025年3月15日に東京統括センター、新橋営業統括センター、御茶ノ水営業統括センターの一部、東京車掌区、田町運転区、丸の内運輸区を更に統合する。

## 所管

### 駅
- 東京駅 - 所長所在駅
- 秋葉原駅★
- 神田駅
- 有楽町駅★
- 新橋駅
- 浜松町駅
- 新日本橋駅★
- 馬喰町駅★
- 八丁堀駅★
- 越中島駅★

★: JR東日本ステーションサービスに業務委託

### 乗務ユニット

#### 東京乗務ユニット
- 東京駅構内に設置（旧東京車掌区・旧田町運転区の東海道線行路）
- 担当線区（運転士）
  - 東海道線：東京駅 - 熱海駅間
  - 伊東線：熱海駅 - 伊東駅間
  - 湘南新宿ライン：新宿駅 - 小田原駅・逗子駅間
  - 山手貨物線・東北貨物線：品川駅 - 大宮駅間
  - 東北回送線：大宮駅 - 東大宮操車場間
  - 東北本線：東京駅 - 大宮駅間
  - 東海道貨物線：新鶴見駅 - 小田原駅間
  - 武蔵野線：新鶴見駅 - 南浦和駅間
  - 高島線・根岸線：鶴見駅 - 大船駅間
  - 他、尻手短絡線・中央線（立川駅 - 八王子駅）・南武線等
  - 優等列車 : サフィール踊り子・特急踊り子・寝台特急サンライズ瀬戸・サンライズ出雲・特急湘南

- 担当線区（車掌）
  - 東海道線：東京駅 - 来宮駅間
  - 伊東線：熱海駅 - 伊東駅間
  - 湘南新宿ライン：新宿駅 - 小田原駅・逗子駅間
  - 山手貨物線・東北貨物線：品川駅 - 大宮駅間
  - 東北本線：東京駅 - 大宮駅間
  - 東海道貨物線：新鶴見駅 - 小田原駅間
  - 武蔵野線：新鶴見駅 - 南浦和駅間
  - 高島線・根岸線：鶴見 - 大船駅間
  - 他、尻手短絡線・中央線（立川駅 - 八王子駅）・南武線等
  - 優等列車 : サフィール踊り子・特急踊り子・寝台特急サンライズ瀬戸・サンライズ出雲・特急湘南

#### 丸の内乗務ユニット
- 東京駅構内に設置（旧東京車掌区・旧東京電車区の横須賀・総武快速線行路）
- 担当線区（運転士）
  - 横須賀線 - 東京駅 - 久里浜駅間
  - 総武快速線 - 東京駅 - 千葉駅間
  - 成田線 - 千葉駅 - 成田空港駅間
  - 山手貨物線 - 品川駅 - 池袋駅間
  - 優等列車 - 特急成田エクスプレス
- 担当線区（車掌）
  - 横須賀線 - 東京駅 - 久里浜駅間
  - 総武快速線 - 東京駅 - 千葉駅間
  - 成田線 - 千葉駅 - 成田空港駅間
  - 山手貨物線 - 品川駅 - 新宿駅間
  - 優等列車 - 特急成田エクスプレス

#### 京葉乗務ユニット
- 東京駅構内に設置（旧東京電車区・旧丸の内車掌区の京葉線行路）
- 担当線区（運転士）
  - 京葉線 - 東京駅 - 蘇我駅間
- 担当線区（車掌）
  - 京葉線 - 東京駅 - 蘇我駅間

## 歴史
- 2022年7月1日 - 東京営業統括センター（東京駅）が発足。
- 2022年11月1日 - 新橋営業統括センター（新橋、浜松町各駅の統合）が発足。
- 2023年8月27日 - 東京電車区の京葉線行路・丸の内車掌区の京葉線・武蔵野線行路を継承し、京葉運輸区が発足。丸の内車掌区を廃止する。
- 2024年3月16日 - 東京電車区・東京車掌区の横須賀・総武快速線・成田エクスプレス行路を継承し、丸の内運輸区が発足。東京電車区を廃止する。
- 2024年10月1日 - 東京営業統括センター、京葉運輸区を統合して東京統括センター発足。東京営業統括センター、京葉運輸区を廃止する。
- 2024年12月1日 - 船橋統括センター発足に伴い、東京統括センター（京葉乗務ユニット）の武蔵野線行路を船橋統括センターに移管する。
- 2025年3月15日 - 東京統括センターに、新橋営業統括センター、御茶ノ水営業統括センターの一部（神田）、東京車掌区、田町運転区、丸の内運輸区を更に統合する。新橋営業統括センター、東京車掌区、田町運転区、丸の内運輸区を廃止する。

| スタブアイコン | サブスタブ | この項目は、まだ閲覧者の調べものの参照としては役立たない、鉄道に関連した書きかけの項目です。この項目を加筆・訂正などしてくださる協力者を求めています（P:鉄道/PJ:鉄道）。 |